# STUDY×STUDY
「STUDY×STUDY」（スタディ・スタディ）は、StylipSのデビューシングル。2012年2月8日にLantisから発売された。

## 概要
表題曲は、テレビアニメ『ハイスクールD×D』のエンディングテーマに起用された。小倉曰く「サビの部分は伸びやかで、カッコ可愛い感じを出すために、両手を使ったり、前後左右の動きをたくさん取り入れた。」という。なお2曲のカップリングの最初のレコーディングは能登が行なった。
PVのテーマは「空と私たちと自然」で、撮影はアメカジ風の衣装を着込んで屋上で行われた。PVにはダンスパートの他にドラマパートも含まれており、撮影場所にはスイーツも用意された。

## 批評
CDジャーナルは、「明るく初々しい4人のキャラが花開く、胸キュン・ポップ」と評した。

## 収録曲
1. STUDY×STUDY [3:57]
作詞：こだまさおり、作曲・編曲:高田暁
テレビアニメ『ハイスクールD×D』エンディングテーマ
テレビ東京『アニソンぷらす』1月度エンディングテーマ
松永曰く「小悪魔っぽく弱気になっちゃう」感情を込めて歌っている[5]。能登は「キャッチーで明るく、耳に残りやすい曲」[1]と語っており、レコーディングの際は「ご機嫌のっち」を維持していた。なお石原は歌詞を読むと情景が出てくるため「表情に合わせて感情を表現」したという[5]。
2. Brand-new Style!! 〜魔法みたいなShow time〜 [4:02]
作詞：島田カイエ、作曲・編曲:森慎太郎
能登曰く「明るさや元気の良さ、ノリの良さ」が込められた楽曲。曲調は高めだが、4人で歌っているため誰でも馴染めるようになっている。冒頭には掛け声が入っているが、これはレコーディング時に「チア部のようなイメージで」と言われたためで、チアリーダーをやっていた松永はこの部分に力を入れており、彼女によれば『はじめの一歩』を思わせるStylipSのイメージソング的な位置付けになっているという[2]。
石原は3役を演じるため、3種類の声を使い分けている。感想は石原曰く「アメリカの学生みたいなイメージ」であるとのこと[2]。
3. セーシュンプラン! [4:04]
作詞：松井洋平、作曲・編曲:高田暁
能登曰く「春っぽい、ルンルンな感じ」。能登と小倉はレコーディングで裏のリズムの取り方に苦戦したという[2]。
4. STUDY×STUDY（inst）
5. Brand-new Style!! 〜魔法みたいなShow time〜（inst）
6. セーシュンプラン!（inst）

DVD（初回限定盤のみ）
1. STUDY×STUDY（Music Clip）
2. STUDY×STUDY（DANCE STYLE）
3. Making Study ミュージッククリップ編
4. Making Study フォトセッション編

## 収録アルバム
| 曲名                                        | 収録アルバム                  | 発売日        |
| ------------------------------------------- | ----------------------------- | ------------- |
| STUDY×STUDY                                 | 『THE LIGHTNING CELEBRATION』 | 2013年4月24日 |
| Brand-new Style!! 〜魔法みたいなShow time〜 | 『THE LIGHTNING CELEBRATION』 | 2013年4月24日 |
| セーシュンプラン!                           | 『THE LIGHTNING CELEBRATION』 | 2013年4月24日 |

## カバー
- オカルト研究部ガールズ (リアス（日笠陽子）&朱乃（伊藤静）&アーシア（浅倉杏美）&小猫（竹達彩奈）) - 「ハイスクールD×D キャラソンミニアルバム G×S!」に収録。